# 黑林山区邦多夫
黑林山区邦多夫（德語：Bonndorf im Schwarzwald，發音：[ˈbɔndɔʁf ʔɪm ˈʃvaʁtsvalt]）是德国巴登-符腾堡州弗赖堡行政区瓦尔茨胡特县的城市，面积75.91平方千米，2023年12月31日人口为7,017人。